# Dicranopteris splendida
Dicranopteris splendida är en ormbunkeart som först beskrevs av Hand.-mazz., och fick sitt nu gällande namn av Tag. Dicranopteris splendida ingår i släktet Dicranopteris och familjen Gleicheniaceae. Inga underarter finns listade.